# Associazione Calcio Stabia 1940-1941
Questa voce raccoglie le informazioni riguardanti l'Associazione Calcio Stabia nelle competizioni ufficiali della stagione 1940-1941.

## Divise
| Manica sinistra · Manica sinistra · Maglietta · Maglietta · Manica destra · Manica destra · Pantaloncini · Calzettoni |

## Rosa
| N. |                   | Ruolo | Calciatore          |
| -- | ----------------- | ----- | ------------------- |
|    | Italia (bandiera) | C     | Guido Bonazzi       |
|    | Italia (bandiera) | A     | Ferdinando Buono    |
|    | Italia (bandiera) | C     | Guglielmo Busoni    |
|    | Italia (bandiera) | C     | Luigi Cascone       |
|    | Italia (bandiera) | D     | Mario Caselli       |
|    | Italia (bandiera) | D     | Eder Cavallari      |
|    | Italia (bandiera) | A     | V. Celardo          |
|    | Italia (bandiera) | D     | Dario Ciccone       |
|    | Italia (bandiera) | A     | Vittorio Coccolo    |
|    | Italia (bandiera) | C     | Mario Coronati      |
|    | Italia (bandiera) | A     | G. Distinto         |
|    | Italia (bandiera) | A     | Antonio D'Orsi      |
|    | Italia (bandiera) | C     | Vincenzo Fattorusso |
|    | Italia (bandiera) | A     | F. Fiorentino       |
|    | Italia (bandiera) | C     | Catello Francolangi |

| N. |                   | Ruolo | Calciatore         |
| -- | ----------------- | ----- | ------------------ |
|    | Italia (bandiera) | A     | Luigi Francolangi  |
|    | Italia (bandiera) | A     | Enrico Gereschi    |
|    | Italia (bandiera) | A     | Vasco Lenzi        |
|    | Italia (bandiera) | C     | Arnaldo Longobardi |
|    | Italia (bandiera) | D     | Antonio Marfucci   |
|    | Italia (bandiera) | D     | Gigino Michetti    |
|    | Italia (bandiera) | C     | Carlo Migliaccio   |
|    | Italia (bandiera) | P     | Archimede Nardi    |
|    | Italia (bandiera) | C     | Nando Paicci       |
|    | Italia (bandiera) | C     | Umberto Pepe       |
|    | Italia (bandiera) | P     | Pasquale Provitera |
|    | Italia (bandiera) | D     | Orazio Sola        |
|    | Italia (bandiera) | D     | C. Sollo           |
|    | Italia (bandiera) | D     | Salvatore Starace  |
|    | Italia (bandiera) | P     | A. Vetrò           |